# Уинстон, Джеймис
Джеймис Уинстон (англ. Jameis Winston, род. 6 января 1994 года) — американский профессиональный игрок в американский футбол, выступающий на позиции квотербека в клубе Национальной футбольной лиги «Нью-Орлеан Сэйнтс». Уинстон родился и вырос в Алабаме. В американский футбол начал играть ещё в школе, в составе которой стал чемпионом штата. По окончании обучения в школе поступил в университет штата Флорида, где продолжил заниматься спортом. Уже в своём дебютном сезоне он завоевал Хайсман Трофи, став самым молодым его обладателем в истории, и помог своей команде «Флорида Стэйт Семинолс» выиграть национальный чемпионат. В следующем и последнем для него сезоне на университетском уровне он вывел «Семинолс» в Роуз Боул, где его команда проиграла «Орегон Дакс». Кроме занятий американским футболом, Джеймис также выступал за университетскую бейсбольную команду. На драфте НФЛ 2015 года был выбран под общим первым номером клубом «Тампа-Бэй Бакканирс».
Несмотря на успех на поле, Уинстон был объектом нескольких скандалов, включая обвинение в изнасиловании в 2012 году, воровстве в магазине и неподобающем поведении, из-за чего он получил дисквалификацию на одну игру.